# ISO 3166-2:BL
ISO 3166-2:BLはISOの3166-2規格のうち、BLで始まるものである。サン・バルテルミー島の行政区分コードを意味する。サン・バルテルミー島はISO 3166-1(ISO 3166-1 alpha-2)で、BLを国コードとして割り振られている。ISO 3166-2:BLに対応する行政区分コードの割り当てはない。
ただし、サン・バルテルミー島にはフランスの地方行政区画としてISO 3166-2:FRでFR-BLが割り当てられている。